# Institut Marie Královny apoštolů
Institut Marie Královny apoštolů, neboli Apostolínky (italsky Apostoline, polsky Apostolinki), je římskokatolická ženská řeholní kongregace založená blahoslaveným Jakubem Alberionem v Castel Gandolfo roku 1959 jako součást Paulínské rodiny.
Institutu byla svěřena péče o nová duchovní povolání v církvi, zejména kněžská a řeholní. Sestry doprovázejí mladé lidi v rozlišování a volbě jejich životní cesty. K realizaci této mise používají, jak osobní kontakt s lidmi, kteří vyhledají jejich pomoc, tak i novodobé komunikační prostředky. Působí v Itálii, Brazílii a Polsku.